# 阿德里安·霍莱欣斯基
阿德里安·霍莱欣斯基（1996年2月11日—），斯洛伐克男子冰球运动员，场上位置是前锋。他曾代表斯洛伐克国家队参加2022年冬季奥林匹克运动会冰球比赛，获得一枚铜牌。